# Schule Stübenhofer Weg
Die Schule Stübenhofer Weg ist eine Stadtteilschule in Langform im Hamburger Stadtteil Wilhelmsburg in der Siedlung Kirchdorf-Süd. Als Langformschule bietet sie Bildung für Schülerinnen und Schüler von der Vorschule bis in die gymnasiale Oberstufe an und legt besonderen Wert auf eine inklusive und praxisorientierte Pädagogik. Die Schule gehört zur Bildungsregion Wilhelmsburg und ist bekannt für ihre enge Vernetzung mit sozialen Projekten im Stadtteil.

## Geschichte
Die Schule Stübenhofer Weg wurde 1966 als Volks- und Realschule gegründet, noch vor der Errichtung der Hochhaussiedlung Kirchdorf-Süd. Im Rahmen der Hamburger Schulreform wurde die Schule 2010 in eine jeweils eigenständige Grundschule und Stadtteilschule aufgespalten. Von da an teilten sich beide Schulen den gemeinsamen Schulstandort. Zum Schuljahr 2020/21 wurde die Grundschule Stübenhofer Weg als Grundschulabteilung wieder an die Stadtteilschule Stübenhofer Weg angegliedert. Im Laufe des Schuljahres 2022/23 erfolgte die Umbenennung in den ursprünglichen Namen Schule Stübenhofer Weg.

## Schulprofil
Die Schule Stübenhofer Weg ist eine Stadtteilschule mit angegliederter Grundschulabteilung und eigener gymnasialer Oberstufe. Sie bietet Unterricht von der Vorschule bis zur Sekundarstufe II an. Sie ist eine Schwerpunktschule für Inklusion, die auch Schülerinnen und Schüler mit speziellen sonderpädagogischen Förderbedarfen inklusiv beschult. Besondere Schwerpunkte liegen in der Sprachförderung, der individuellen Entwicklungsförderung und der Berufsorientierung. Des Weiteren ist die Schule eine von 40 Hamburger Schulen aus dem Projekt 23+ Starke Schulen, sowie eine von 90 Hamburger Schulen des Startchancen-Programms.
An der Schule lernen etwa 800 Schülerinnen und Schüler. Das Kollegium besteht aus rund 120 Personen, die in multiprofessionellen Teams zusammenarbeiten. Ergänzt wird das Kollegium durch externe Partner, Schulbegleitungen und schulische Honorarkräfte. Die Schule ist eine sportbetonte Schule und bietet ihren Schülerinnen und Schülern zahlreiche Sportveranstaltungen, sowie ein spezielles Sportklassentraining ab der fünften Klasse.

### Partnerschaften
Unter dem Namen „Stübi Netzwerk“ unterhält die Schule Partnerschaften mit mehreren lokalen und regionalen Institutionen und verschiedenen sozialen Einrichtungen im Stadtteil. Diese Kooperationen ermöglichen es den Schülerinnen und Schülern, auch außerschulische Lern- und Unterstützungsangebote wahrzunehmen.

### Maker Space
Im Makerspace der Schule gibt es vier Räume mit den Themenschwerpunkten Textil, Holz, Metall/Elektronik und Medienproduktion/digitale Fertigung. Bei allen Anstrengungen im Projekt geht es darum, das neue Werkstattgebäude (Fertigstellung ca. 2025) zu einem schulischen Makerspace zu entwickeln, in dem das pädagogische Konzept der Maker Education angewendet wird und der in vielfältigen Zusammenhängen genutzt wird. Kindern wird im Makerspace der kreative Umgang mit Werkzeugen, Maschinen und Werkstoffen sowie „digitalen“ Werkzeugen in verschiedenen Lernsituationen ermöglicht. Beim Hands-On- bzw. konstruktionistischen Ansatz der Maker Education erwerben die Kinder im Makerspace Kompetenzen beim Produzieren von Prototypen, Werkstücken und Kunstobjekten. Ziel allen Handelns ist immer das Herstellen eines Produktes. Dazu gehört ausdrücklich die Einführung in digitale Fertigungstechniken wie 3D-Druck, Laser-Cutting, CNC Fräsen oder digitalem Sticken und in die Programmierung mit Hilfe von Robotiksystemen und Mikrocontrollern.

### Schülerfirmen
Im Rahmen der Berufsorientierung eröffnet sich den Schülerinnen und Schülern der Klassen 9 und 10 die Möglichkeit, einmal wöchentlich in einer Schülerfirma zu arbeiten. Es gibt Firmen aus den Branchen Catering, Mediengestaltung, Textilgestaltung, Holzarbeiten und weitere.

## Infrastruktur
Die Schule wurde in den vergangenen Jahren (vor 2024) erweitert und teils neu gebaut. Alle alten Bestandsgebäude aus der Zeit der Schulgründung wurden in umfangreichen Bauarbeiten über einen mehrjährigen Prozess durch Neubauten ersetzt oder umfassend modernisiert. Ein Neubau für die Grundschulabteilung wurde 2022 fertig gestellt. Der letzte Bauabschnitt soll im Frühjahr 2025 abgeschlossen sein.
Darüber hinaus stehen der Schule für den Sportunterricht fünf Sporthallen auf dem Gelände zur Verfügung.
Auf dem Schulhof zu finden ist die Skulptur Fohlengruppe des Hamburger Künstlers Martin Irwahn aus dem Jahr 1966.